# سينغا نينغودي
سينغا نينغودي (الاسم عند الولادة سيو آيرونز؛ مولودة في 18 سبتمبر في عام 1943) فنانة بصرية وقيّمة فنية، أمريكية من أصل أفريقي. معروفة بمنحوتاتها المجرّدة التي تجمع بين الأشياء الكائنة وحركاتها الراقصة. هي عضو في مجموعة الفنانين الطليعيين الأفارقة الأمريكيين، الذين يعملون في مدينة نيويورك ولوس أنجلس منذ الستينات وما بعدها.
مُنحت نينغودي جائزة ناشير لعام 2023 وذلك لمساهمتها في تخصص النحت.

## حياتها المبكرة وتعليمها
ولدت نينغودي سيو آيرونز في شيكاغو، إلينوي في عام 1943. وانتقلت مع والدتها بعد وفاة والدها في عام 1949 إلى لوس أنجلس وباسادينا. نتيجة قيام نظام مدارس منفصلة حينذاك، وجدت نينغودي نفسها مضطرة لتغيير المدارس ذهابًا وإيابًا بين لوس أنجلس وباسادينا. إن قريبتها إيلين عبد الرشيد هي فنانة أيضًا.
درست نينغودي بعد تخرجها من مدرسة دورسي الثانوية، الفن والرقص خلال الستينيات في جامعة ولاية كاليفورنيا في لوس أنجلس وتخرجت بدرجة بكالوريوس في عام 1967. ثم أمضت عامًا في الدراسة في جامعة واسيدا في طوكيو، أملًا في معرفة المزيد عن جمعية غوتاي للفنون. في عام 1967، عادت إلى جامعة ولاية كاليفورنيا، وحصلت منها على درجة ماجستير في الفنون ضمن تخصص النحت في عام 1971. في عام 1965 وخلال الكلية، تدربت نينغودي في مركز واتس تاورز للفنون عندما كان نوح بوريفوي مديرًا للمركز. عملت أيضًا كموجهة فنية في متحف باسادينا للفنون وفي ورشة عمل جمعية الفنون الجميلة.
انتقلت نينغودي إلى مدينة نيويورك بعد ذلك بوقت قصير لمواصلة حياتها المهنية كفنانة، وسافرت ذهابًا وإيابًا بين مدينة نيويورك ولوس أنجلس بشكل متكرر. في عام 2016 حصلت على شهادة فخرية في الفنون من كلية كولورادو. تعمل نينيغودي في مدينة كولورادو سبرينغز، في كولورادو حيث تعيش مع زوجها إليوت فيتز.

## حياتها المهنية
كانت نينغودي جزءًا من المشاهد الفنية السوداء الراديكالية والطليعية في كل من مدينة نيويورك ولوس أنجلس، خلال ستينيات وسبعينيات القرن العشرين. كانت شيريل بانكس فنانة أخرى تعاونت بشكل وثيق مع نينجودي وتراسلت معها مرارًا بشأن أعمالهما.
عملت نينجودي مع معرضين على وجه الخصوص: معرض بيرل سي. وودز في لوس أنجلس (يملكه ويديره غريغ بيتس)، وجاست أبوف ميدتاون في مدينة نيويورك. امتلكت هذا الأخير وأدارته ليندا غود براينت، التي أثرّت على نينجودي. وصفت نينجودي أن الطاقات الإبداعية نتيجة العمل مع صالات عرض كهذه «تحاول كسر الجدران» بالنسبة لمجتمع الفنانين السود.

### استديو z الجمعي والأداء
كانت نينغودي عضوًا في مجموعة استديو Z، المعروف أيضًا باسم استديو لوس أنجلس ريبيليون، الذي ضمّ فنانين أمريكيين من أصل أفريقي «تميزوا بممارستهم التجريبية والارتجالية». كان ديفيد هامونز ومارين هاسينجر، وهما أيضًا عضوين في استديو Z، متعاونَين بشكل متكرر مع نينغودي في أعمالها. ومن بين الأعضاء الآخرين في استديو Z، رون ديفيس ودوفال لويس وروهو وفرانكلين باركر وباربرا ماكولو وهوستن كونويل وجو راي (فنان). في عام 1978، اقترن اسم نينغودي مع اسم هاسينجر ضمن عمل أدائي ارتجلت فيه الفنانتان حركة معينة، بينما هما عالقتان ضمن شبكة كبيرة متداخلة من الجوارب الطويلة. يرمز هذا العمل الأدائي إلى كيفية تقييد المرأة من خلال المعايير المجتمعية القائمة على النوع الاجتماعي. التقطت نينغودي العديد من الصور الفوتوغرافية المُخرَجة خلال هذه الفترة. غالبًا ما ظهرت فيها بشكلٍ مجهول، فجسدت شخصية لا جنس لها تتحدى التعريف.

### مواضيع العمل
أصبح تعقيد التصنيف الثقافي والإثني والعرقي أمرًا أساسيًا لعمل نينغودي بالإضافة إلى تناولها للقيود الجنسانية. غالبًا ما تجمع نينغودي بين الأشكال الفنية الأفريقية والآسيوية والأمريكية الأصلية على وجه الخصوص في أعمالها الأدائية وصورها المُخرَجة. بينما تسلط أعمالها الكاملة الضوء على القضايا المتعلقة بالجنس والعرق والانتماء، يركز عملها أساسًا على الطرق التي يتأثر بها الجميع سلبًا بفعل هذه القوى المنهجية، وتحاول أعمالها الأدائية تعزيز الإلهام عبر الثقافات للرجال والنساء على حد سواء.